# یونین فیلمز
یونیون فیلمز (انگلیسی: Union Films)یک شرکت فیلم سازی بود که در هند شرقی هلند (جاکارتا امروزی) فعالیت می کرد.